# Ireby (Lancashire)
Ireby – osada w Anglii, w hrabstwie Lancashire, w dystrykcie Lancaster. Leży 81 km na północ od miasta Manchester i 338 km na północny zachód od Londynu. W 2001 miejscowość liczyła 78 mieszkańców.